# Ронні Гарріс
Ронні Гарріс (англ. Ronnie Harris; 3 вересня 1948) — американський професійний боксер, олімпійський чемпіон 1968 року. 

## Аматорська кар'єра
Ронні Гарріс чотири рази перемагав на чемпіонатах США серед аматорів (1964, 1966, 1967, 1968) в легкій вазі.
Олімпійські ігри 1968
- 1/16 фіналу. Переміг Лі Чан Гіля (Південна Корея) (5-0)
- 1/8 фіналу. Переміг Джона Стрейсі (Велика Британія) (4-1)
- 1/4 фіналу. Переміг Мухамеда Муралі (Уганда) (5-0)
- 1/2 фіналу. Переміг Калістрата Куцова (Румунія) (5-0)
- Фінал. Переміг Юзефа Грудзеня (Польща) (5-0)

## Професіональна кар'єра
Дебютував на професійному рингу 1971 року. Провів 35 боїв, 32 з яких виграв.
5 серпня 1978 року вийшов на бій проти об'єднаного чемпіона світу за версіями WBA/WBC в середній вазі аргентинця Хуго Пастора Корро і в близькому бою програв розділеним рішенням.